# Пархоменко, Татьяна Сергеевна
Татьяна Сергеевна Пархоменко — украинский учёный, доктор философских наук, профессор, специалист в области подготовки кадров для сферы культуры, высшей школы и академической науки, много лет занимается проблемами плагиата. Заведующая кафедрой культурологии в Киевском национальном университете культуры и искусств (2008—2016). Член диссертационного совета КНУКиИ по защите докторских и кандидатских диссертаций по культурологии и искусствоведения.

## Биография
Татьяна Сергеевна Пархоменко защитила кандидатскую диссертацию по зарубежной философии в Московском государственном университете им. М. В. Ломоносова (факультет философии). Затем продолжила обучение в Институте философии Национальной академии наук Украины, где защитила докторскую диссертацию по современной англо-американской философии.
С 2008 по 2016 год занимала должность заведующей кафедрой культурологии в Киевском национальном университете культуры и искусств. После того, как Татьяна Пархоменко доказала факт плагиата у Екатерины Кириленко, завкафедрой философии в том же вузе и жены вице-премьера (в докторской диссертации из 396 страниц около трети является плагиатом), её освободили с должности завкафедрой культурологии КНУКиИ. О том, что её освободили от должности, ей сообщили только 9 декабря 2016 года при том, что дата освобождения была 31 августа 2016 года. Против беспредела по отношению к ученой, которая доказала плагиат жены вице-премьер-министра, выступили педагоги и ученые, написавшие петицию к главе Минкульта Евгению Нищуку с просьбой встать на защиту Татьяны Пархоменко.
В КНУКиИ преподавала следующие дисциплины: «Философия культуры», «Современная украинская и зарубежная культура», «Актуальные проблемы культурологии», «Культурная антропология». Кроме этого, она осуществляет научное консультирование и руководство докторантами, аспирантами и магистрами кафедры.
30 ноября 2016 года нашла плагиат в докторской диссертации министра образования (2005—2007) Станислава Николаенко, который вставлял в свою работу иногда даже десятки страниц чужих текстов.
10 апреля 2017 года нашла и научно обосновала, что в кандидатской диссертации Арсения Яценюка есть 70 страниц плагиата, и это не считая 7 страниц буквального перевода с английского оригинала, приведённого с нарушением правил цитирования.

## Публикации
Татьяна Пархоменко является автором около ста работ научного, учебного и учебно-методического характера, в том числе учебников и пособий, выпущенных под грифом МОН Украины и НАН Украины. Её научные статьи размещены в различных академических энциклопедических изданиях, среди которых «Философия политики», «Политологический энциклопедический словарь», «Социальная философия», «Всеобщая Украинская энциклопедия», «Теория и история культуры», «Мировая и украинская культура», «Культурные практики».